# Sản xuất điện năng

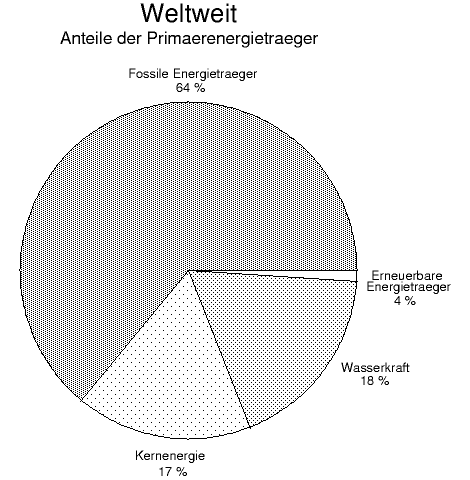
Điện năng (toàn cầu) từ: nhiên liệu hóa thạch 64%, năng lượng hạt nhân 17%, thủy điện 18%, năng lượng tái tạo 4%

Sản xuất điện năng là giai đoạn đầu tiên trong quá trình cung cấp điện năng đến người tiêu dùng, các giai đoạn tiếp theo là truyền tải và phân phối điện năng. Thực chất của sản xuất điện năng là sự biến đổi các dạng năng lượng khác sang năng lượng điện hay điện năng, dòng điện xuất hiện sau khi lưới điện được nối với mạng tiêu thụ.
Điện năng được sản xuất ra theo nhiều cách khác nhau, phần lớn được sản xuất bởi các máy phát điện tại các nhà máy điện, chúng có chung nguyên tắc hoạt động là các nguyên lý động điện (định luật cảm ứng điện của Michael Faraday), các hình thức khác như trong pin, ắc quy, pin nhiên liệu hay từ năng lượng mặt trời,...
Có thể sản xuất điện năng từ nhiều phương pháp khác nhau: sản xuất điện từ nước, sản xuất điện từ than, sản xuất điện nguyên tử, sản xuất điện từ khí tự nhiên, sản xuất điện từ thủy triều, sản xuất điện sinh khối, sản xuất điện từ gió,....

## Các hình thức sản xuất điện năng

### Vớitua bin
Phần lớn điện năng được sản xuất bởi máy phát điện tại các nhà máy điện, máy phát điện được nối với tuabin, chuyển động quay của tuabin dẫn đến chuyển động quay của máy phát điện và tạo ra điện. Tuabin có thể được vận hành qua:
 - Hơi nước: năng lượng nhiệt qua quá trình đốt cháy các nhiên liệu hóa thạch (như than, khí thiên nhiên hay dầu mỏ tại các nhà máy nhiệt điện) hay từ phản ứng hạt nhân (như trong các nhà máy điện hạt nhân) làm nước bốc hơi, dưới áp suất cao làm quay tuabin.
 - Nước: tại các nhà máy thủy điện, nước được tụ lại với thế năng lớn, năng lượng dòng chảy của nước làm quay tuabin.
 - Gió: gió có thể trực tiếp làm quay tuabin.
 - Khí nóng: tuabin có thể được vận hành trực tiếp từ các khí nóng trong quá trình đốt cháy khí thiên nhiên hay dầu.

### Với động cơ pít tông
Các máy phát điện nhỏ hoạt động với động cơ pít tông (động cơ đốt trong), nhiên liệu dầu diesel, khí sinh học hay khí thiên nhiên. 

### Bảngtế bào quang điệnvoltaic
Các tế bào này chuyển đổi năng lượng mặt trời trực tiếp thành dòng điện, các vật liệu bán dẫn khi nhận năng lượng ánh sáng mặt trời giải phóng electron và tạo ra dòng điện. 

### Phản ứng hóa học
Trong các pin, ắc quy hay tế bào nhiên liệu năng lượng hóa được lưu bên trong qua các phản ứng hóa học biền đổi thành điện năng.